# 白い手
『白い手』（しろいて）は、椎名誠による日本の私小説。1989年、集英社刊。椎名が少年期を過ごした昭和30年代の千葉県千葉市幕張を舞台に、思春期に差し掛かる小学校5年生の少年たちの日常を子どもの視点から描いた作品。1990年には神山征二郎監督により映画化された。

## 作品概要・執筆背景

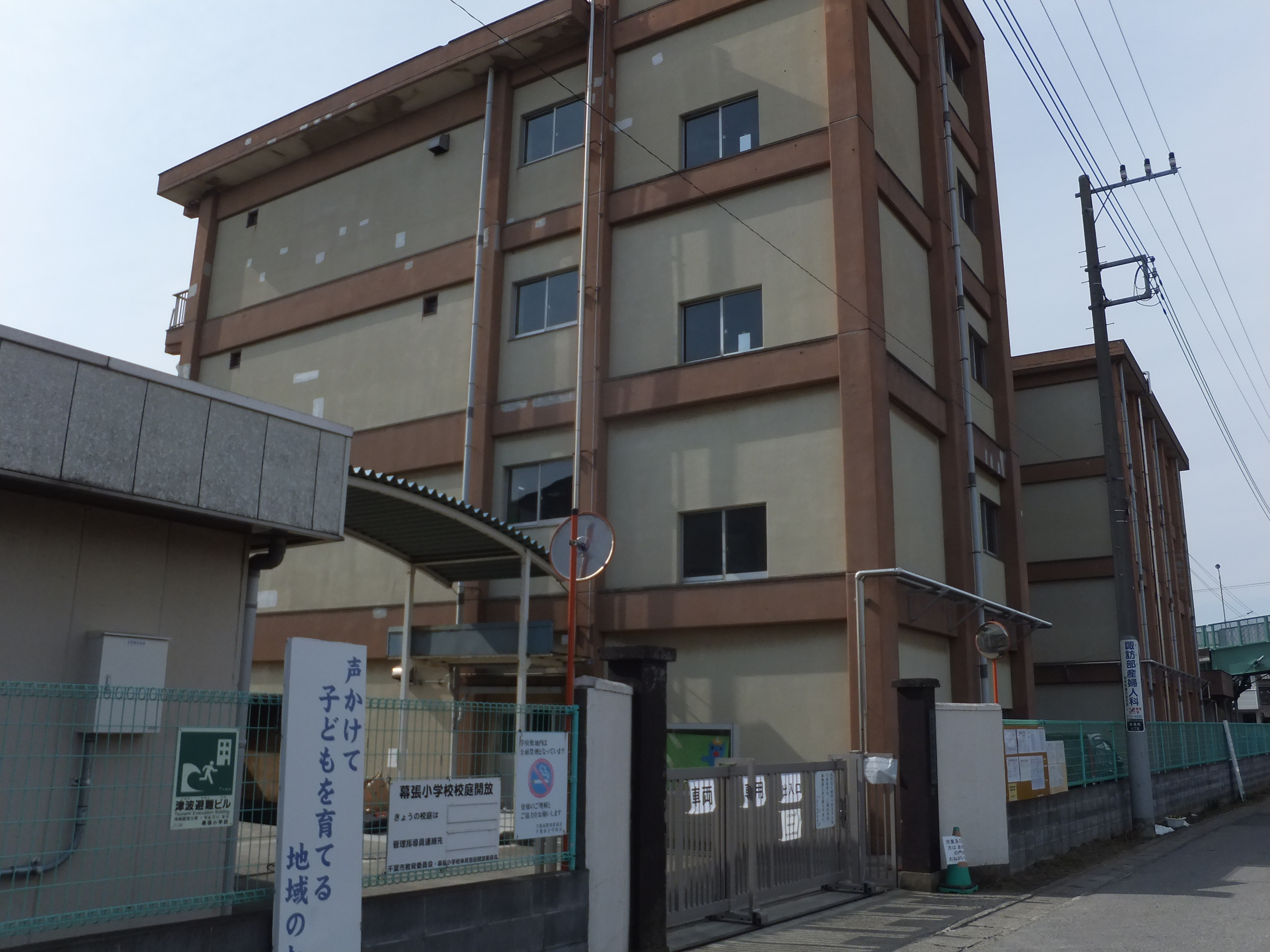
椎名の母校である千葉市立幕張小学校。椎名の通学当時とは建物が異なる。

自身初の私小説『岳物語』（1985年、集英社）で大ヒットを獲得した椎名は、1988年には自らの父母兄弟の家族関係を描いた『犬の系譜』（講談社）で第10回吉川英治文学新人賞を受賞し、私小説を執筆ジャンルのひとつとして確立しつつあった。そうした中で執筆された本作は、作者の小学生時代の思い出を元に描かれた作品であり、6短編で構成される。昭和30年代の千葉県千葉市幕張を舞台に、小学5年生の「ぼく」の視点から、子どもながらに上下意識やしがらみに気を遣う友人関係、周囲の大人たちの観察、日常の様々な出来事などを描いた作品である。表題作はなく、集英社『青春と読書』に掲載された6短編に加筆訂正を加えて単行本化する際に『白い手』の題名が付された。
叙述上の試みとして、本作では小学5年生の「ぼく」の目線と尺度で物語が描かれている。このため、大人達の会話などから小学生の耳に入ってくる語彙のうち、子どもには意味がよく理解できないことばは、平仮名や片仮名で表現されている。例えば最初の小編である「カイチューじるこ」は、同級生の松井の家で食べたこともない懐中汁粉を出されたのだが、「これはカイチューじるこです」と松井の母に教えられても意味が分からず、カイチューと聞いてまず思い浮かぶのは回虫のことだった、という話になっている。
椎名が小学生の頃、一家は幕張に居を構え、椎名は千葉市立幕張小学校に通学していた。作中、主人公らが学級新聞を作るくだりがあるが、実際に小学生時代の椎名は4年生・6年生時に学級新聞の編集長を務めた経験がある。また、松井・ヒロミツ・パッチンら主要登場人物はみな椎名の小学校時代の友人がモデルである。一方、椎名の父は実際には彼が小学6年生の時に他界したのに対し、作中の主人公である小学5年生の「ぼく」の家は、既に幼少期に父が亡くなり、母や祖母、それに「綱島のおじさん」らと暮らしているという設定である。
本作の原案は、椎名が千葉市立千葉高等学校在学中に新聞部の発行紙に寄稿した、白い手の少女について描いた小説である。当時いわゆる不良少年で喧嘩ばかりをしていた椎名が、病弱な少女との交流を描く小説を書いたことは、学校の教師からはまるで信用されなかったという。

## あらすじ
カイチューじるこ
小学5年生の「ぼく」は、東京から引っ越してきた同級生の松井と登下校を共にしている。松井はかつやくきんの働きが弱いとかで授業中に3度も漏らしてしまい、「けつめど」という不名誉なあだ名をつけられているやつだったが、口やかましくて何をするにも東京風な松井のおっかあがぼくの家まで頼みに来たから仕方がなかったし、松井の家にはテレビがあるので、彼と親しくなってプロレス中継を見せてもらおうという目論見もぼくにはあったのだ。通学路途中の「おっこし坂」の脇には「市原保」という表札の大きな2階建ての家があり、その2階の窓からは時折白い小さな子どもの手だけが外に出ていた。松井にそのことを教えてやると、やつは「きっと病気で寝ているんだろうね」「外の風とかに触ろうとしているんだよ」などと言い、それからその家の下を通りかかる度にポケットからハーモニカを出して吹くようになった。
ポンプ倉庫
学校の行き帰りにハーモニカを吹くうちに、白い手は松井の曲に合わせようと手を動かしたりするようになった。しかし、松井がこれ以上変わったやつだと思われない方がいいとぼくは考え、ハーモニカの件はクラスの皆には内緒だった。そうした努力もあって松井はクラスでまずまずうまくやれるようになり、クラスの親分のヒロミツ達の遊び仲間にも入れてもらえるようになった。ある日のこと、皆の木登りの場になっている榎の大木に松井だけが登ることができず、その代わりに使われなくなった消防団のポンプ倉庫二階の電灯を松井一人で点けてくるよう囃し立てられたが、松井はそれをどうにかやり遂げて皆をおっと感心させたのだった。
運動会が終わったころ、すぐに顔を真っ赤にして怒るのでサルメンカンジャと陰であだ名されている担任の古沢先生は、全国コンクールに出展する壁新聞の係に相原シズエと松井、そしてなぜかぼくを選んだ。どうしてこの組み合わせなのか、壁新聞とは何をやるのか、ぼくは呆然とするばかりだった。
壁新聞
放課後に仲間で川に遊びに行こうという日、急いでいたぼくと松井は白い手の家の下をハーモニカを省略して早足で通り過ぎたのだが、その日の白い手は手鏡を持って周囲の風景やぼく達を見ようとしていたので驚いてしまった。松井は、手鏡越しに女の子の顔を見てしまったと言う。その日の川では、工事現場のトロッコで遊んでいたら肉屋の息子の神田パッチンが足の骨を折ってしまい、翌日皆で教頭や古沢先生に手ひどく怒られてしまった。それから暫くして、白い手の女の子が急死したことを聞いた。脊椎カリエスという病気で療養していたのだという。
完成した壁新聞には、相原はパッチンの怪我や弁当のおかずの話題、ぼくは校庭の鉄棒をもっと高くするべきだという記事を書いた。しかし驚いたのは、松井のやつがぼくと松井しか知らない白い手とハーモニカの話を新聞に書いたことだった。「女の子が死んでしまったと聞いた時、便所の中で少し泣きました」なんてことまで松井は明かしていたので、ぼくにはその神経がまるで理解できないのだった。
学芸会
公民館で開く学芸会は町の人々の大きな楽しみになっていた。5年生全体で発表する学年劇で、ぼくも脇役ながらセリフのある役に選ばれ、大いに意気に感じていた。しかし、トクホンと陰であだ名されている図書室の工藤先生は学生のころ演劇部にいたとかで、口やかましく演技の指導をするのでぼく達は辟易してしまった。それでも、主人公の姉役である2組の神村栄子が気になって、休まず練習への参加を続けた。学芸会当日、無事に劇が終わり会場から大きな拍手が起こったとき、ぼくは舞台の脇で工藤先生が涙をぬぐっているのを目撃し、なんだか見てはいけないものを見てしまったような気持ちになるのだった。
ソロバン塾
3学期、コンクールに出した壁新聞「うみかぜ新聞」が、文部大臣賞を受賞したという報らせが届いた。編集長の相原シズエが東京で開かれる表彰式に代表として行くことになったが、ぼくは興奮し放しの古沢先生を尻目に、相原やぼくの書いた記事よりも松井の書いた白い手の話が良かったのではないか、などと考えていた。
2月から近所の金城マツオの誘いでソロバン塾に通うことになった。神社の社務所を借りて営まれているそのソロバン塾の藤島えつ子先生は、太って色が黒く指も太く短いのに、ソロバンを持つとニワトリのようなけたたましさで読み上げ算をするので面食らってしまった。しかし、塾生の中に学校でも一二を争う美人の新井ショウ子がいることを知り、ぼくはすっかりやる気になって通塾を続けた。ある時、塾の練習の最中に藤島先生の知り合いらしい見知らぬ男性が入ってきて、みんなが不思議に思ったことがあった。その後、藤島先生は神社の暗い裏参道を通って帰宅しているが、一人ではなく迎えに来る人がいるらしい、という話を聞いたとき、ぼくには即座に迎えに来る人が誰なのかわかった。
春休み
松井はその後かつやくきんも強くなったのか以前のようなことはなくなり、あまり「けつめど」とも呼ばれなくなっていたが、春休みも近づいた3月、鉄の会社に勤めているという父親の仕事の都合で、突然また仙台に引っ越していくことになった。クラスでそのことが発表された時、「仙台いっても元気でな」と最初に声を掛けたのは、いちばん松井をからかっていたクラスの親分のヒロミツだった。近所の金城マツオの家がテレビを買ったり、ソロバン塾の帰りに新井ショウ子と少しだけ話すことができたり、いろいろなことがあった春休みもあっという間に終わって、ぼくは6年生になった。松井がいなくなり、ひとつ上の平沼君は中学生になってしまったので、ぼくはマツオと2人で登校するようになった。新学期を迎えた追越坂の通学路には白いコブシの花が咲いており、「市原保」の家の下に来た時、ぼくは松井のハーモニカと白い手の女の子のことを思い出した。しんとした気持ちを振り払うように、ぼくは「ああ、春だ春だあ」と声を張り上げるのだった。

## 書誌情報
- 椎名誠『白い手』集英社、1989年4月25日。ISBN 4-08-772693-2。
  - 『白い手』（文庫版）集英社〈集英社文庫〉、1992年6月25日。ISBN 978-4-08-749818-9。

## 映画版
東宝の配給により1990年10月13日公開。神山征二郎監督、佐藤繁子脚本。クラス担任の古沢彩子役の南野陽子がクレジット上のメインキャストである。
本作では、昭和31年の海近くの田舎町を舞台に、思春期を迎える2人の少年の白い手の少女への淡い恋や、少年たちが垣間見る大人の恋愛事情などが描かれている。
キャッチコピーは、「君もあの子が好きだったんだね」、「僕たちは恋をして大きくなる」。

### あらすじ（映画版）
昭和31年(1956年)、小学5年生のマサルは父を早くに亡くしていたが、働き者の母や時々彼の世話を焼きに来る叔父のおかげで元気に暮らしていた。学校ではガキ大将たち5人の友達と悪ふざけをしては担任・古沢彩子からよく注意されていたが、男っ気のない先生のことを密かに心配していた。4月にやって来た転校生・タカキヨと友達になったマサルは、翌日彼を連れて“2階の窓から白い手だけが現れる”という一軒家を見に行く。白い手の主は自宅療養中の子供らしいが、一切顔が見えないためマサルは不気味がっていたがタカキヨは興味を持ち始める。
数日後タカキヨを仲間に入れたいと思ったマサルは、ガキ大将に掛け合うと護岸工事現場のトロッコを使った度胸試しで決めることに。度胸試しに挑戦したタカキヨは何とか達成した直後、勢い余って怪我をしてしまい工事現場の青年・市場憲治に病院に運ばれる。その後病院に駆けつけた彩子は市場とお互いの管理不足を主張し合うが、ともかくタカキヨはガキ大将に認められて仲間に加わる。
6月、異性や恋愛というものに興味を持ち始めたマサルは母に亡き父との結婚話を聞いたり、叔父から恋することについて話を聞く。マサルは別のクラスの女子が気になり彼女と接点を持つためソロバン塾に通い出すが、後日既に許嫁がいたことを知って撃沈。その後マサルと一軒家の前に訪れたタカキヨが何度かハーモニカで曲を奏でると、白い手の主が外の様子を伺うため手鏡を使うと、2人は反射した顔から相手が同年代の少女と知る。数日後少女に手紙を書こうとするが勇気が出ないタカキヨに、マサルは「書いたら俺が届けてやる」と後押しする。
後日2人は少女の家の前に訪れマサルが庭の木を登って彼女と初対面し「友達から」と手紙を渡すが、彼女に勉強を教える彩子を見て驚き尻もちをついてしまう。この時からマサルの気持ちに変化が生じ、夏休みを迎え少女が避暑地に行ってしばらく会えないと聞いた彼はガッカリする。その後少年たちは、彩子と市場が付き合い始めた後一旦些細なことで破局しかけるが後日ヨリを戻したのを目の当たりにする。またマサルは、夏祭りの夜河原で一組の男女のキス現場を目撃し、それが母と叔父ではないかと疑うが躊躇して確かめられない。
大人の男女のやり取りを垣間見た少年たちの夏は終わり、新学期が始まるとマサルとタカキヨは久しぶりに少女の家の前に訪れる。タカキヨがハーモニカを吹くと2階の窓の白い手から手紙が落とされ、それには彼のハーモニカの音色に励まされたことへの感謝の言葉が綴られていた。数日後、マサルとタカキヨは掃除中に悪ふざけをしたあと彩子に呼び出されるが、彼女から告げられたのは少女の死の知らせだった。放課後人気ない海辺に訪れたマサルは、タカキヨから「君も彼女のことが好きだったんだね。今まで気づかなくてごめん」と謝られた後、2人で彼女のことを想いながら涙する。

### スタッフ
| - 監督：神山征二郎 - 脚本：佐藤繁子 - 原作：椎名誠『白い手』 - 製作総指揮：村上七郎 - 企画：中島英郎・翁長孝雄・関西テレビ映画企画委員会 - 製作：巻幡展男 - プロデューサー：栢原幹・植田泰治・横山和幸 - 撮影：飯村雅彦 | - 美術：北川弘 - 音楽：国吉良一 - 音楽プロデューサー：石川光 - 録音：林鉱一 - 照明：梅谷茂 - 編集：西東清明 - 助監督：山本伊知郎 - スチール：加藤光男 |

### 出演

#### 主要人物
古沢彩子（あやこ）
演 - 南野陽子
マサルの学級担任。ヒロミツたちからは陰で“猿面冠者”(さるめんかんじゃ)と呼ばれている。基本的には朗らかで快活な性格だが、少々勝ち気な所がある。生徒に対しては褒める時は褒め、叱る時はしっかり叱るというメリハリのついた接し方をしている。恋人はおらず、マサルたちから「年が若い割りにちょっと色気に欠ける」と評されている。夏休み前に文章力をつける名目で生徒たちに、各々相手を決めさせて手紙を書く課題を出す。
杉野勝（マサル）
演 - 中垣克麻
元気でわんぱくな小学5年生。ハチと名付けた白い中型犬を飼っている。父親は自身が生まれる前に亡くなっており写真で顔は知っているが、人柄などは全く知らない。趣味は、プロレス観戦で特に力道山のファン。好物はコロッケ。思春期に差し掛かり女の子や恋というものに興味を持ち始め、身近な人達とのふれ合いで様々なことを知っていく。
松井隆清（タカキヨ）
演 - 福原学
冒頭で5年3組に転入してくる。持病を抱えておりたまに便失禁をしてしまう。転校初日に教室で失禁したことから、ヒロミツたちから“ケツメド”のあだ名で呼ばれ始める。基本的に真面目で品のある言動をしているが男の子にしては少々内気な性格。趣味は、ハーモニカで曲を演奏すること。
白い手の少女（こずえ）
演 - 広瀬珠実
白い手の主。小学生。マサルの家から学校へ通じる道の途中の一軒家に住んでいる。病気により一日の大半をベッドの上で過ごしている。晴れた日などに時々寝た状態のまま右手だけ窓から出して日差しの暖かさを感じるなどしているが、通りすがりの人からは顔は見えないため謎めいた存在に思われている。勉強は得意なようで、彩子から平方根などを教わっている。

#### マサルと関わる主な大人
市原憲治
演 - 哀川翔
護岸工事の現場監督の青年。度胸試しをして海に落ちたタカキヨを助けた後、彼を病院に連れて行き彩子と知り合う。根は悪い人ではないが、性格は男気があるように見えてやや浮ついた所がある。彩子とはタカキヨの度胸試しの怪我のことでお互い自分の意見を主張し合うが、何度か会って話す内にいつしか好意を寄せ始める。また、タカキヨのいたずらで海に落ちて大けがを負って入院する。
マサルの母
演 - 桜田淳子
朝早くから夜遅くまで魚市場で働き、女手一つでマサルを育てている。帰宅後仏壇の夫の写真に手を合わせて「ただいま」を言うのが日課。非常に働き者で優しくて息子思いな性格。夫との夫婦生活は10日間しかなかったため、夫婦でありながら夫のことを詳しくはよく知らない。
マサルの叔父
演 - 石黒賢
親戚としてマサル母子と親しくしており、ちょくちょく彼の家に遊びに来ては3人で会話を楽しんでいる。自炊生活をしてきたため料理がそれなりに得意で、マサル母子に振る舞ったりしている。趣味は、登山。ある時「女の子のことを好きになるのは、どうして？」と尋ねるマサルに、恋心や“運命の赤い糸”について分かりやすく教える。
タカキヨの母
演 - 小川真由美
いつも原色を使った都会的なファッションを着ている。病弱なタカキヨが楽しく学校生活を送れるよう、いつも気にかけている。子供想いでおおらかな性格でタカキヨの転校初日にマサルに直接、息子の友達になるようお願いする。それ以来マサルたちと親しくなり、自宅に招待してテレビで好きな番組を見せたり珍しいお菓子を食べさせてあげるなどする。

#### マサルの学級の主な生徒たち
ヒロミツ
演 - 雨笠利幸
マサルたち仲間を仕切るガキ大将。クラスでは、マサルの向かって右後ろの席に座っている。行動力があるが少々不真面目な性格で授業中にマサルに話しかけたり、女性の裸の切り抜き写真をこっそり見せるなどしている。「男の値打ちは、根性」との考えを持つ。仲間たちに様々な場面で色々と指示を出して皆を引っ張る。
パッチン（演 - 佐藤広純）、コウガミ（演 - 片岡伸吾）
マサルの友達。ヒロミツの仲間で、マサル、ヒロミツ、タカキヨを含めて全員で7人いる。普段はヒロミツと一緒に登下校したり悪ふざけして彩子から廊下に立たされるなどしている。
タエコ
学級内のマドンナ的存在で、女子の中でも男子から特に人気がある。転校初日から隣の席にタカキヨが座る。女子の中では背が高いこともあって物怖じしない性格で、ガキ大将のヒロミツにも対等に会話する。
アヤハラ
タエコの友人。黒縁メガネをかけている。学級委員らしく、授業が始まる前に他の生徒たちに着席を呼びかけたり、学級で何か問題が起きた時は彩子に報告している。生真面目だが正義感があり悪ふざけをするヒロミツたちを注意する。
ハナシマ
サバサバした性格であまり女の子っぽくない言動から、マサルたちから“おとこおんな”のあだ名で呼ばれている。ソロバン塾に通っている。課題である手紙の相手をマサルに頼む代わりに、ショウコを紹介する。

#### その他の主な人物
タカキヨの父
演 - 前田吟
自身の転勤に伴い家族を連れて作中の海辺の街に引っ越してきた。タカキヨには高校生ぐらいの兄がおり4人家族。プロレス嫌い。タカキヨが怪我をしたと聞いて病院に訪れ、見舞いに来た彩子に息子が迷惑をかけたことを謝る。
白い手の少女の母
演 - 佐藤オリエ
彩子の女学校時代の恩師。娘とは離れた場所で暮らし普段の世話は看護師など人の手を借り、毎週末ごとに作中の町の一軒家まで娘に会いに来ている。療養中の娘のために自宅まで来て個人授業をしてくれる彩子に感謝の念を抱いている。
ショウコ
5年生だが、マサルとは別の学級の女子。ソロバン塾に通っている。タエコと同じくらいかわいいとされる。マサルやその仲間から好意を持たれるようになる。
せがわ
マサルとは別の小学校に通う6年生。ショウコの許嫁。ソロバン塾終わりのショウコを迎えに来るなどしている。頭が良く、東大に入ることを目標に勉学に励んでいる。ある時街でイチャモンを付けてきたヒロミツと一対一で闘う。
ソロバン塾の先生
演 - 山瀬まみ
神社の社務所で週2回夕方に塾を開き、子どもたちにソロバンを教える。マサルが習い出した後数人の男の子たちが習い始めたことを「開校以来の賑わいね」と喜ぶ。塾以外の日は巫女さんとして働いている。
病院の医師
演 - 梅田淳（関西テレビアナウンサー）
度胸試しで怪我をしたタカキヨの治療後、駆けつけた彼の両親に挨拶する。
重蔵
演 - 浅尾和憲
俊一
演 - 宇田川大